# Grand Prix-wegrace van Spanje 1973
De Grand Prix-wegrace van Spanje 1973 was de twaalfde en afsluitende race van het wereldkampioenschap wegrace voor motorfietsen in het seizoen 1973. De races werden verreden op 22 en 23 september op het Circuito Permanente del Jarama in Madrid. Al sinds 1970 sloot de Spaanse GP het seizoen af, waardoor er nauwelijks spanning was omdat de wereldtitels al vergeven waren.

## Algemeen
Omdat de wereldtitels al vergeven waren ontbraken belangrijke coureurs in Spanje: Giacomo Agostini (wereldkampioen in de 350cc-klasse) was geblesseerd geraakt tijdens een testrit op het Autodromo Santa Monica, Kent Andersson was al wereldkampioen 125 cc maar had nog steeds last van zijn enkel na een beenbreuk tijdens de TT van Assen. Hij had na zijn beenbreuk nog in Zweden en Finland gereden, maar nu de wereldtitel bereikt was nam hij liever rust. De 250cc-kampioen Dieter Braun ontbrak ook. Teuvo Länsivuori miste de Grand Prix van Spanje doordat hij tijdens de training juist op de pols viel die hij eerder tijdens de Hutchinson 100 op Brands Hatch gebroken had.
Natuurlijk profiteerden anderen van het ontbreken van de sterren: John Dodds reed naar poleposition in de 250- en de 350cc-klasse en won de 250cc-race, Bruno Kneubühler werd in drie klassen tweede en Edu Celso-Santos haalde de eerste (en enige) WK-overwinning in zijn carrière.
De Zwitser Werner Pfirter verongelukte samen met zijn monteur René Jaccard tijdens een verkeersongeval op de thuisreis na de Grand Prix van Spanje. Hij werd postuum 13e in de 250cc-klasse en 12e in de 350cc-klasse.

## 500 cc
In Spanje verscheen Giacomo Agostini niet aan de start. Hij had juist een operatie aan een been ondergaan nadat hij tijdens een testrit gevallen was. Opmerkelijk was dat Phil Read (MV Agusta) desondanks zo veel moeite had de race te winnen. Gedurende de eerste 40 ronden reed Bruno Kneubühler) (Yamaha) aan de leiding en na 14 ronden begon Read zelfs terrein te verliezen. Hij werd zelfs even ingehaald door Werner Giger (Yamaha). Toen leek het vermogen van de viercilinder MV Agusta weer terug te komen, maar Kneubühler was eigenlijk onbereikbaar geworden. Dat veranderde toen die door een gat in de uitlaat toeren en vermogen verloor, waardoor Read toch nog won, vóór Kneubühler en Giger.

### Uitslag 500 cc
| Pos | Coureur              | Merk      | Tijd         | Punten |
| --- | -------------------- | --------- | ------------ | ------ |
| 1   | Phil Read            | MV Agusta | 1h 10' 27" 5 | 15     |
| 2   | Bruno Kneubühler     | Yamaha    | +0" 5        | 12     |
| 3   | Werner Giger         | Yamaha    | +17" 3       | 10     |
| 4   | Chas Mortimer        | Yamaha    | +36" 3       | 8      |
| 5   | Marcel Yankoné       | Yamsel    | +40" 7       | 6      |
| 6   | Bo Granath           | Husqvarna | +1' 35" 3    | 5      |
| 7   | Alex George          | Yamaha    | +1 ronde     | 4      |
| 8   | Kurt-Ivan Carlsson   | Yamaha    | +1 ronde     | 3      |
| 9   | Jean-Paul Boinet     | Kawasaki  | +1 ronde     | 2      |
| 10  | Børge Nielsen        | Yamaha    | +1 ronde     | 1      |
| 11  | Lois With            | Kawasaki  | +1 ronde     |        |
| DNF | Lothar John          | Suzuki    |              |        |
| DNF | Werner Schmied       | Yamaha    |              |        |
| DNF | Gianfranco Bonera    | Suzuki    |              |        |
| DNF | Werner Bergold       | Kawasaki  |              |        |
| DNF | Jack Findlay         | Suzuki    |              |        |
| DNF | Mario Lega           | Yamaha    |              |        |
| DNF | Rod Tingate          | Yamaha    |              |        |
| DNF | János Drapál         | Yamaha    |              |        |
| DNF | Sven-Olaf Gunnarsson | Kawasaki  |              |        |
| DNF | Gyula Marsovszky     | Yamaha    |              |        |
| DNF | Adolf Schneider      | Yamaha    |              |        |
| DNF | Bohumil Staša        | Yamaha    |              |        |
| DNF | Charlie Dobson       | Yamaha    |              |        |
| DNF | Christian Bourgeois  | Yamaha    |              |        |
| DNF | Paul Eickelberg      | König     |              |        |
| DNF | Etienne Delamarre    | Yamaha    |              |        |
| DNF | Steve Ellis          | Yamaha    |              |        |
| DNF | Piet van der Wal     | Yamaha    |              |        |
| DNF | Alois Maxwald        | Rotax     |              |        |
| DNF | Guido Mandracci      | Suzuki    |              |        |
| DNF | Billie Nelson        | Yamaha    |              |        |
| DNF | Eric Offenstadt      | Kawasaki  |              |        |

## 350 cc
Bij afwezigheid van Teuvo Länsivuori (pols opnieuw gebroken) en Giacomo Agostini (geopereerd na een val) nam de Zwitser Werner Pfirter de leiding in de 350cc-race in Spanje, gevolgd door Billie Nelson. Nelson nam na twee ronden de leiding maar werd op zijn beurt weer ingehaald door John Dodds. Pfirter begon vermogen te verliezen en moest zijn derde plaats afstaan aan Edu Celso-Santos. Dodds viel uit door een gebroken schakelpedaal en tegen het einde van de race drong Celso-Santos door tot aan het achterwiel van Nelson. Nelson kreeg problemen door een vastlopende voorrem en Santos won de race. De rem van Nelson zat zó vast, dat de machine na de race niet meer rijdend verplaatst kon worden. Patrick Pons (Yamaha) werd derde.

### Uitslag 350 cc
| Pos | Coureur            | Merk            | Tijd                   | Punten                 |
| --- | ------------------ | --------------- | ---------------------- | ---------------------- |
| 1   | Edu Celso-Santos   | Yamaha          | 1h 06' 49" 1           | 15                     |
| 2   | Billie Nelson      | Yamaha          | +12" 3                 | 12                     |
| 3   | Patrick Pons       | Yamaha          | +56" 4                 | 10                     |
| 4   | Kurt-Ivan Carlsson | Yamaha          | +1' 19" 7              | 8                      |
| 5   | Alex George        | Yamaha          | +1' 30" 2              | 6                      |
| 6   | Philippe Coulon    | Yamaha          | +1' 46" 8              | 5                      |
| 7   | Ingemar Larsson    | Yamaha          |                        | 4                      |
| 8   | János Reisz        | Yamaha          |                        | 3                      |
| 9   | Gyula Marsovszky   | Yamaha          |                        | 2                      |
| 10  | Børge Nielsen      | Yamaha          |                        | 1                      |
| 11  | Adolf Schneider    | Yamaha          |                        |                        |
| DNF | Werner Pfirter     | Yamaha          | vermogensverlies       | vermogensverlies       |
| DNF | John Dodds         | Yamaha          | gebroken schakelpedaal | gebroken schakelpedaal |
| DNF | Michel Rougerie    | Harley-Davidson |                        |                        |
| DNS | Teuvo Länsivuori   | Yamaha          | blessure               |                        |

## 250 cc
Nu "Oversized Oronzo" Memola door de Belgische Motorrijdersbond geschorst was kon hij in Spanje niet aan de start komen. Dat kon Teuvo Länsivuori ook niet omdat hij tijdens de trainingen zijn herstellende pols opnieuw gebroken had. Er reden wel twee ongebruikelijke deelnemers mee: Jos Schurgers, die meer als training voor de 125cc-race deelnam, en Ángel Nieto, die met een 250cc-Derbi door een defecte koppeling uitviel. Bruno Kneubühler had een snelle trainingstijd gereden, maar hij startte zoals gebruikelijk slecht, waardoor de strijd aan de kop aanvankelijk tussen Chas Mortimer, John Dodds, Ingemar Larsson en Nieto ging. Kneubühler kwam sterk naar voren en pakte de tweede plaats, maar toen was John Dodds al te ver weg. Die won de race, maar Kneubühler kreeg een weekend vol tweede plaatsen: 500 cc, 50 cc-en 250 cc. Chas Mortimer werd in de 250cc-race derde.

### Uitslag 250 cc
| Pos | Coureur           | Merk            | Tijd         | Punten |
| --- | ----------------- | --------------- | ------------ | ------ |
| 1   | John Dodds        | Yamaha          | 1h 02' 18" 2 | 15     |
| 2   | Bruno Kneubühler  | Yamaha          | +21" 5       | 12     |
| 3   | Chas Mortimer     | Yamaha          | +42" 9       | 10     |
| 4   | Werner Pfirter    | Yamaha          | +1' 01" 6    | 8      |
| 5   | Werner Giger      | Yamaha          | +1' 04" 9    | 6      |
| 6   | Michel Rougerie   | Harley-Davidson | +1' 05" 1    | 5      |
| 7   | Hans Müller       | Yamaha          | +1' 11" 7    | 4      |
| 8   | Ingemar Larsson   | Yamaha          | +1 ronde     | 3      |
| 9   | Pentti Salonen    | Yamaha          |              | 2      |
| 10  | Manuel Andre Nuno | Yamaha          |              | 1      |
| DNF | Ángel Nieto       | Derbi           | koppeling    |        |
| DNS | Teuvo Länsivuori  | Yamaha          | blessure     |        |
| DNS | Oronzo Memola     | Yamaha          | Geschorst    |        |

## 125 cc
De 125cc-Grand Prix van Spanje sloot het raceweekend én het seizoen af en het Spaanse publiek hoopte op een goede prestatie van Ángel Nieto. Zijn seizoen was getekend door uitvallen en valpartijen. Nieto achtervolgde Chas Mortimer tot drie ronden voor het einde, toen hij hem even wist te passeren. Meteen daarna verremde hij zich echter en Mortimer won de race. Nieto werd wel tweede en Börje Jansson werd derde. Jos Schurgers had al voor de race weinig vertrouwen in een goede afloop omdat het circuit hem én zijn Bridgestone niet lag. Hij werd slechts zesde en verspeelde daarmee zijn tweede plaats in het wereldkampioenschap aan Chas Mortimer.

### Uitslag 125 cc
| Pos | Coureur           | Merk        | Tijd      | Punten |
| --- | ----------------- | ----------- | --------- | ------ |
| 1   | Chas Mortimer     | Yamaha      | 55' 39" 6 | 15     |
| 2   | Ángel Nieto       | Morbidelli  | +15" 6    | 12     |
| 3   | Börje Jansson     | Maico       | +52" 5    | 10     |
| 4   | Eugenio Lazzarini | Piovaticci  | +1' 30" 3 | 8      |
| 5   | Seppo Kangasniemi | Maico       | +1 ronde  | 6      |
| 6   | Jos Schurgers     | Bridgestone | +1 ronde  | 5      |
| 7   | Pentti Salonen    | Yamaha      | +1 ronde  | 4      |
| 8   | Ingemar Bengtsson | Yamaha      | +1 ronde  | 3      |
| 9   | Aldo Pero         | Yamaha      | +1 ronde  | 2      |
| 10  | János Reisz       | MZ          | +1 ronde  | 1      |

## 50 cc
In Spanje stapte Bruno Kneubühler tamelijk vermoeid op zijn 50cc-Van Veen-Kreidler, nadat hij in de 500cc-race 40 ronden lang aan de leiding had gelegen. Net als Jan de Vries had hij dan ook een slechte start. Samen reden ze een inhaalrace die resulteerde in de eerste plaats voor de Vries en de tweede plaats voor Kneubühler. Henk van Kessel had in het begin aan de leiding gereden, maar werd na een kleine valpartij zonder voorrem toch nog derde. Ricardo Tormo debuteerde in de 50cc-klasse en scoorde 1 punt.

### Uitslag 50 cc
| Pos | Coureur            | Merk              | Tijd      | Punten |
| --- | ------------------ | ----------------- | --------- | ------ |
| 1   | Jan de Vries       | Van Veen-Kreidler | 35' 02" 1 | 15     |
| 2   | Bruno Kneubühler   | Van Veen-Kreidler | +15" 6    | 12     |
| 3   | Henk van Kessel    | Kreidler          | +1' 34" 6 | 10     |
| 4   | Gerhard Thurow     | Kreidler          | +1' 35" 8 | 8      |
| 5   | Theo Timmer        | Jamathi           | +1 ronde  | 6      |
| 6   | Jan Huberts        | Kreidler          | +1 ronde  | 5      |
| 7   | Herbert Rittberger | Kreidler          | +1 ronde  | 4      |
| 8   | Leif Gustafsson    | Monark            | +1 ronde  | 3      |
| 9   | Leif Rosell        | Jamathi           | +1 ronde  | 2      |
| 10  | Ricardo Tormo      | Derbi             | +1 ronde  | 1      |

1950 · 1951 · 1952 · 1953 · 1954 · 1955 · 1957 · 1958 · 1959 · 1960 · 1961 · 1962 · 1963 · 1964 · 1965 · 1966 · 1967 · 1968 · 1969 · 1970 · 1971 · 1972 · 1973 · 1974 · 1975 · 1976 · 1977 · 1978 · 1979 · 1980 · 1981 · 1982 · 1983 · 1984 · 1985 · 1986 · 1987 · 1988 · 1989 · 1990 · 1991 · 1992 · 1993 · 1994 · 1995 · 1996 · 1997 · 1998 · 1999 · 2000 · 2001 · 2002 · 2003 · 2004 · 2005 · 2006 · 2007 · 2008 · 2009 · 2010 · 2011 · 2012 · 2013 · 2014 · 2015 · 2016 · 2017 · 2018 · 2019 · 2020 · 2021 · 2022 · 2023 · 2024 · 2025